# Nominalisme
 (septembre 2016).
Améliorez-le ou discutez des points à vérifier. 

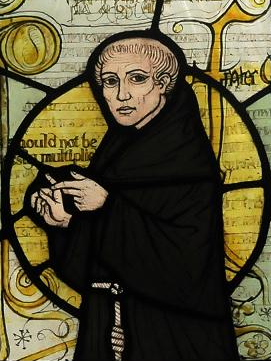
Guillaume d'Ockham

Le nominalisme est une doctrine d'après laquelle les idées générales, les catégories, les genres et les espèces, les concepts n'ont d'existence que dans les mots servant à les exprimer. Alors que le nominalisme incite à penser que les idées générales ne sont que des mots, le réalisme pense que les idées générales supposent quelque chose de réel.
Cette doctrine s'oppose aussi à l'essentialisme qui consiste à penser que les objets naturels sont intrinsèquement porteurs d'une essence idéelle qui les transcende. L'idée, ou les concepts, ont une existence indépendante qui préexiste aux objets auxquels ils se rapportent. Il s'oppose davantage au réalisme.
Formulé par Roscelin (1050-1121), le nominalisme est né dans la scolastique médiévale en tant que réponse possible au problème des universaux : les mots renvoient-ils à des états d'existence généraux doués d'une existence ontologique réelle ? Le nominalisme soutient que les noms ne sont que des instruments permettant de décrire commodément le réel.
Le nominalisme ressemble au conceptualisme de Pierre Abélard, avec lequel il peut être confondu. Le conceptualisme postule des états généraux abstraits, à partir d'une réalité singulière : les concepts. Cette définition des états d'existence généraux[Quoi ?]  comme abstractions le rapproche du nominalisme. Mais le conceptualisme s'éloigne du nominalisme au sens où les concepts ne sont pas de simples noms : ils sont des formes réelles, des opérations propres de la pensée.
Le nominalisme est parfois nommé occamisme, du nom de Guillaume d'Ockham, principal penseur de cette école de scolastique tardive. Il a inspiré des auteurs variés comme Thomas Hobbes, Pierre Gassendi, George Berkeley, Francisco Suárez, John Locke, Emmanuel Kant, William James, David Hilbert, Ludwig Wittgenstein, Rudolf Carnap, Nelson Goodman ou encore Peter Singer.

## La nature des universaux
Le problème qui donne naissance au nominalisme est celui de la nature des universaux dans les syllogismes d'Aristote (par exemple, dans : tous les hommes sont mortels, quelle est la nature de homme ?). Pierre Abélard tente une synthèse qui donne une importance de premier ordre au sujet, par rapport à l'objet.
Les nominalistes rejettent la conception idéaliste platonicienne (nommée aussi réalisme dans la thèse : universalia sunt realia ante rem), selon laquelle ils ont une existence immanente a priori, et lui opposent que ces universaux sont définis essentiellement par leurs noms (« nomina »). Donc, les nominalistes n’accordent aucune universalité aux concepts de la psyché, en dehors de l’esprit qui les observe.
En ce sens, les systèmes philosophiques d’Épicure, de Guillaume d'Ockham, de George Berkeley, de David Hume, de John Stuart Mill  peuvent être qualifiés de nominalistes, du fait qu’ils n'attribuent pas d’universalité à des catégories transcendantes, mais simplement à ce qui est construit par l'esprit de l'observateur, comme le construit également l’analyse linguistique contemporaine. Pour eux, le particulier existe, et le général n'est qu'invention humaine établie pour notre commodité de réflexion.
Paul Valéry fit remarquer[réf. nécessaire], bien plus tard, dans le même état d'esprit, que la nature ne connaît pas l'expression « et cetera", et que celle-ci est propre à la perception de l'esprit humain, qui n'affectionne pas la prolixité. Le classement automatique et l'exploration de données (data mining) ont enseigné (dans les années 1990) aux machines à construire l'équivalent de leurs propres universaux[réf. nécessaire].
Le principal opposant « réaliste » au nominalisme est Guillaume de Champeaux.
Bertrand Russell observe[réf. nécessaire] qu'aujourd'hui, nous permuterions volontiers ces deux appellations, puisque les « réalistes » s'avèrent manier en vérité surtout des mots, tandis que les « nominalistes » ne veulent les utiliser qu'en se référant au réel.
Le nominalisme trouve également de nombreux relais dans la philosophie analytique contemporaine. Nelson Goodman s'est efforcé de développer un langage nominaliste ne recourant qu'à des réalités individuelles .

## Formes du nominalisme
Dans sa forme maximaliste, pratiquement équivalente au solipsisme, le nominalisme pose que n'existe rien que ce qu'un individu perçoit. L'ensemble des pensées d'un individu forme un tout cohérent, qu'il lui est impossible de réellement et consciemment analyser.
Sous un jour plus modéré, il reconnait une existence indépendante à (au moins) certains objets, mais considère que cette existence est dépourvue d'effet pratique tant que le sujet n'arrive pas à en intégrer consciemment la pensée. Donc, par exemple, n' « existent » pour l'homme que les animaux qu'il a nommés lors de la création, et, tant que le concept de « microbe » et le mot « microbe » lui étaient étrangers, il fut intérieurement troublé et confronté à tant de mystères ; mystères toutefois résolus, non par l'acte de nommer « microbes » de tels « mystères », mais bien après avoir illustré l'imputabilité d'un phénomène à une catégorie tangible et observable de la vie organique, qui a pu être nommée par l'homme.

### Nominalisme scientifique
Le nominalisme scientifique s'interroge sur la valeur des connaissances scientifiques : s'agit-il de vérités (découvertes) ou de conventions arbitraires (construites) par certains scientifiques ? Si c'était vrai, cela donnerait à la connaissance scientifique la même « valeur » perçue et estimée (sous un point de vue observable) que le langage humain (v. Le Cru et le Cuit).
Dans Le hasard, l'Imprévu, Ivar Ekeland à propos de la critique de la théorie des catastrophes de René Thom cite cette boutade du mathématicien argentin Hector José Sussmann : « En mathématiques, les noms sont arbitraires. Libre à chacun d'appeler un opérateur auto-adjoint un « éléphant » et une décomposition spectrale une « trompe ». On peut alors démontrer un théorème suivant lequel « tout éléphant a une trompe ». Mais on n'a pas le droit de laisser croire que ce résultat a quelque chose à voir avec de gros animaux gris. »

## Le défi du nominalisme
Martin Heidegger (1889-1976) est un philosophe, qui, à l'époque moderne, a le plus contesté le nominalisme, l'accusant tout à la fois de mener tout droit à  l'« oubli de l'être » et à encourager le « nihilisme », selon Jean Grondin.

## Représentants du nominalisme

### Moyen Âge
- Roscelin de Compiègne (1050 - 1120), considéré comme le fondateur du nominalisme.
- Jean Buridan (v.1300 - 1358), connu par l'expérience de pensée dite de l’âne de Buridan.
- Guillaume d'Ockham (v.1285 - 1349), dit le « docteur invincible » et le « vénérable initiateur »
- Nicolas d'Autrécourt (Autrecourt 1299 - Metz 1369).

### Philosophie analytiquecontemporaine
- Rudolf Carnap (1891-1970)
- H. H. Price (en) (1899-1984)
- Donald Cary Williams (1899-1983)
- Nelson Goodman (1906-1998)

### Nominalisme mathématique
- Stanisław Leśniewski (1886-1939), Méréologie
- Richard Milton Martin (en) (1916-1985)
- Hartry Field (né en 1946)

### Philosophie indienne
- école Mīmāṃsā
- école Nyâya
- école Vaiśeṣika
- école bouddhiste Yogācāra
- école bouddhiste Dignāga

#### Études
Jean Largeault, Enquête sur le nominalisme, Paris, Publications de la faculté des lettres et sciences humaines de Paris-Sorbonne, série « Recherches », tome 65 ; éditions Nauwelaerts, 1971. Ouvrage retraçant la diversité des pensées de type nominaliste, de la philosophie antique grecque à la logique mathématique du 20e siècle.
- Alain de Libera, La querelle des universaux, Seuil, 1998  (ISBN 9782020247566)  .
- Cyrille Michon, Nominalisme. La théorie de la signification d'Occam, Paris, Vrin, « Sic et non », 2002  (ISBN 9782711612031).
- Claude Panaccio, Textes clés du nominalisme. Ontologie, langage et connaissance, Paris, Vrin, 2012.
- Lefebvre Saint-Ogan, Mémoire sur Roscelin de Compiègne et le nominalisme, présenté à la Société historique de Compiègne, A. Mennecier, 1882.
- Jacques Verger, Nominalisme in Dictionnaire encyclopédique du Moyen âge p. 1081, Cerf, 1997  (ISBN 2204058661)
- Paul Vignaux, Nominalisme au XIVe siècle, Librairie Philosophique Vrin, 2004  (ISBN 9782711620319)

#### Nominalismes modernes
- Dominique Berlioz, Berkeley. Un nominalisme réaliste, Paris, Vrin, 2002.
- Thierry de Duve, Nominalisme pictural. Marcel Duchamp, la peinture et la modernité, Paris, Minuit, 1984.
- (en) Nelson Goodman et W. V. Quine, « Steps Toward a Constructive Nominalism », The Journal of Symbolic Logic, vol. 12, n°4, décembre 1947, p. 105-122.
- Jean Grondin, chap. 650 « Heidegger et le défi du nominalisme », dans Les Temps modernes (revue) : Heidegger. Qu'appelle-t-on le lieu?, Claude Lanzmann, 2008, 320 p., p. 234-247.
- Ian Hacking, Le plus pur nominalisme. L'énigme de Goodman : « vleu » et usages de « vleu », Paris, L'éclat, 1993.
- Florent Schoumacher : Eidolon: simulacre et hypermodernité, Paris, Balland  (ISBN 978-2-940719-65-5).